# Ben Shenkman
Ben Shenkman (New York, 26 september 1968) is een Amerikaans acteur.

## Biografie
Shenkman heeft gestudeerd aan de Brown-universiteit in Providence (Rhode Island) en kreeg in 1993 een master of fine arts van de New York-universiteit.
Shenkman begon in 1994 met acteren in de film Quiz Show. Hierna heeft hij nog meerdere rollen gespeeld in films en televisieseries zoals Pi (1998), The Siege (1998), Requiem for a Dream (2000), Just Like Heaven (2005), Burn Notice (2009), Law & Order (1998-2009) en Damages (2010).
Shenkman is ook actief in het theater, hij maakte in 1998 zijn debuut op Broadway in het toneelstuk The Deep Blue Sea als Phillip Welch. Hierna speelde hij nog meerdere rollen op Broadway.
Shenkman is in 2005 getrouwd.

## Filmografie

### Films
Uitgezonderd korte films.
- 2024 Christmas Eve in Miller's Point - als Lenny
- 2022 Forty Winks - als Daryl Camacho
- 2020 The Trial of the Chicago 7 - als Leonard Weinglass
- 2017 Civil - als burgemeester Frank Fletcher
- 2013 Breathe In - als Sheldon
- 2013 Concussion – als Graeme
- 2011 The Key Man – als Martin
- 2010 Love Shack – als Skip Blitzer
- 2010 Blue Valentine – als Dr. Feinberg
- 2009 Solitary Man – als Peter Hartofilias
- 2009 Brief Interviews with Hideous Men – als onderdaan 14
- 2009 Body Politic – als Jim Sperlock
- 2007 Breakfast with Scot – als Sam
- 2007 Then She Found Me – als Freddy
- 2006 Americanese – als Steve
- 2006 Twenty Questions – als Brian
- 2005 Just Like Heaven – als Brett
- 2005 Must Love Dogs – als Charlie
- 2002 Stella Shorts 1998-2002 – als Hans
- 2002 Roger Dodger – als Donovan
- 2002 People I Know – als radiopresentator (stem)
- 2002 Personal Velocity: Three Portraits – als Max
- 2000 Chasing Sleep – als officier Stewart
- 2000 Requiem for a Dream – als Dr. Spencer
- 2000 Joe Gould's Secret – als David
- 2000 Table One – als Scott
- 1999 30 Days – als Jordan trainer
- 1999 Jesus' Son – als Tom
- 1999 Thick as Thieves – als veearts
- 1998 The Siege – als INS agent Howard Kaplan
- 1998 Pi – als Lenny Meyer
- 1997 Camp Stories – als Yedudah
- 1996 Eraser – als verslaggever
- 1994 Quiz Show – als Childress

### Televisieseries
Uitgezonderd eenmalige gastrollen.
- 2023 - 2024 Nightingale - als dr. James Shepherd - 17 afl.
- 2016 - 2023 Billions - als Ira - 39 afl.
- 2022 The Calling - als Rabbi Cermak - 3 afl.
- 2022 The Good Fight - als Ben-Baruch - 3 afl.
- 2020 - 2022 FBI - als assistent-directeur Reynolds - 2 afl.
- 2021 The Bite - als Baccarin - 3 afl.
- 2020 Curb Your Enthusiasm - als Roger Swindell - 3 afl.
- 2018 - 2019 For the People - als Roger Gunn - 20 afl.
- 2016 The Night Of - sergeant Klein - 4 afl.
- 2012–2016 Royal Pains – als dr. Jeremiah Sacani – 49 afl.
- 2011 Drop Dead Diva – als dr. Bill Kendall – 5 afl.
- 2011 The Paul Reiser Show – als Jonathan – 7 afl.
- 2011 Lights Out – als Mike Fumosa – 5 afl.
- 2010 Damages – als Curtis Gates – 11 afl.
- 1999 – 2009 Law & Order – als Nick Margolis – 6 afl.
- 2009 Burn Notice – als Tom Strickler – 4 afl.
- 2009 Grey's Anatomy – als Rob Harmon – 3 afl.
- 2008 Cantebury's Law – als Russell Krauss – 6 afl.
- 2006 Love Monkey – als Scott Tucker – 5 afl.
- 2005 Law & Order: Trial by Jury – als Irv Kressel – 2 afl.
- 2003 Angels in America – als Louis Ironson - 2 afl.
- 2001 Ed – als Frank Carr – 2 afl.

## TheaterwerkBroadway
- 2015 Fish in the Dark - als Arthur Drexel
- 2004 Sight Unseen - als Jonathan Waxman
- 2000-2003 Proof - als Hal
- 1998 The Deep Blue Sea - als Philip Welch

- Bibliothèque nationale de France: cb142268035 (data)
- Gemeinsame Normdatei: 173744761
- International Standard Name Identifier: 0000 0000 4858 2864
- Library of Congress Control Number: no2005038135
- MusicBrainz: c2715ee7-2406-467b-a055-92385b286f51
- Nationale Bibliotheek van Tsjechië: xx0180503
- Nationale Bibliotheek van Israël: 987012356654305171
- Nationale Bibliotheek van Polen: a0000002047705
- Système universitaire de documentation: 070706700
- Virtual International Authority File: 26794888
- WorldCat: E39PBJwmT36pjTBWTw8HBKXfMP